# ديفيد سيغال (سياسي)
ديفيد سيغال هو سياسي أمريكي، ولد في 25 نوفمبر 1979 في واشنطن العاصمة في الولايات المتحدة. نشط حزبياً في الحزب الديمقراطي. وقد انتخب عضو مجلس نواب رود آيلاند ‏.